# Département d’Agboville
Das ivorische Departement Agboville liegt in der Region Agnéby-Tiassa.

## Struktur
Das Departement Agboville ist in sechs Unter-Präfekturen eingeteilt. Diese heißen wie auch das Departement nach ihrem Hauptort: Agboville, Rubino, Céchi, Grand-Morié, Oress-Krobou, Azaguié.

### Bis 2001
Vor der per 1. Januar 2002 durchgeführten Dezentralisierung wies das Departement eine Gemeinde (Agboville) und 82 „Dörfer“ in 4 Kantonen auf. Der Begriff „Dorf“ wird hier verwaltungstechnisch verwendet und lässt keine Rückschlüsse etwa auf die Einwohnerzahl zu, welche unter Umständen auch mehrere zehntausend umfassen kann.

## Geographie
Das Klima ist attieanisch mit vier Jahreszeiten: große Regenzeit von April bis Mitte Juli, kleine Trockenzeit bis Mitte September, kleine Regenzeit bis November und große Trockenzeit von Dezember bis März.
Das Gebiet liegt in einem Tal mit manchen sumpfigen Stellen und weist dichte Wälder auf. Das Departement wird durch den Agnéby sowie dessen Zufluss Mafou und dem Fluss Mé durchflossen.

### Bevölkerung
Das Departement hatte laut Zensus von 2014 292.109 Einwohner.
Gemäß Angaben des Steueramtes betrug die Bevölkerung bei der Volkszählung 1998 22.053 Einwohner, ist seither aber stark gewachsen. Dies entspräche einer Bevölkerungsdichte von 49 Personen pro km². Diese Angaben müssen jedoch angezweifelt werden, da andere Quellen schon nur für die Stadt Agboville ein Wachstum von 26.914 (Volkszählung 1975) über 46.359 (Volkszählung 1988) auf 84.109 (Berechnung 2006) angeben.
Die ethnokulturelle Zusammensetzung besteht hauptsächlich aus Abbey, Krobu, aus anderen Regionen zugezogenen und Ausländern (etwa aus Mali und Burkina Faso).

## Bildung
Die schulische Infrastruktur war nach Angaben des ivorischen Finanzministeriums von vor 2002 wie folgt:
- 181 Primarschulen
- 4 Sekundarschulen
- 1 Berufsschule

## Gesundheitswesen
Neben dem Regionalspital Agboville gibt es 28 Gesundheitszentren.

## Wirtschaft
Hauptsächliche wirtschaftliche Aktivität ist die Landwirtschaft mit tropischen Kulturen und der Tierzucht. Wichtigste Produkte sind Palmist (113.398 t), Maniok (100.835 t), Kaffee (15.104 t), Kautschuk (47.751 t), Kakao (53.433 t), Kochbananen (20.434 t), Igname (17.803 t), Lebensmittel und Gemüse. Es gibt Hinweise auf Goldvorkommen, die jedoch nicht abgebaut werden.
Drei Banken bieten ihre Geschäft im Departement an: SGBCI (Société Générale des Banques des Côte d’Ivoire), BICICI (Banque Internationale pour le Commerce et l’Industrie de la Côte d’Ivoire) und COOPEC (Coopérative d’Épargne et de Crédit). Daneben kommt der Firma COTIVO (Cotonnerie Ivoirienne), einem Spezialisten in der Spinnerei und Weberei, wirtschaftliche Bedeutung zu.
Das Departement ist ans nationale Telefonnetz angeschlossen. Hingegen lässt die Versorgung durch die Mobiltelefonie offenbar in weiten Teilen des Departements noch zu wünschen übrig. So hat gemäß Presseberichten aus dem Jahre 2005 die Bevölkerung der Stadt Rubino in einer Petition an die ivorischen Mobiltelefonbetreiber um die Errichtung einer Antenne in ihrer Stadt gebeten. 42 der 82 „Dörfer“ sind elektrifiziert.

## Verkehr
Die Abidjan-Niger-Bahn durchquert das Departement. Bahnstationen sind an den wichtigsten Orten, unter anderem in Agboville und Rubino. Das Straßennetz weist eine Länge von 1127 km auf, wovon 142 km asphaltiert sind, 75 km nicht asphaltiert und 910 km Dorfpisten.